# Bernhard van Haersma Buma
Bernhardus (Bernhard) van Haersma Buma (Stavoren, 23 maart 1932 – Leeuwarden, 26 juni 2020) was een Nederlandse politicus van de Christelijk-Historische Unie (CHU) en later het CDA.

## Levensloop
Van Haersma Buma werd geboren in de Friese stad Stavoren als zoon van mr. S.M. van Haersma Buma, die daar sinds 1930 burgemeester was. Toen hij zes was, werd zijn vader burgemeester van Wymbritseradeel, maar in het begin van de Tweede Wereldoorlog werd deze vanwege zijn anti-Duitse houding gearresteerd. In 1942 kwam hij om in het concentratiekamp Neuengamme.
Bernhard van Haersma Buma doorliep het gymnasium in Sneek en in 1950 ging hij rechten studeren aan de Rijksuniversiteit Utrecht. Toen hij daar was afgestudeerd begon hij zijn carrière bij het kabinet van de burgemeester van Den Haag en in 1959 werd hij waarnemend chef van het kabinet van de commissaris van de Koningin in Drenthe. Daarnaast was hij ook politiek actief; zo werd hij in 1960 gekozen tot voorzitter van de Federatie van Christelijk-Historische Jongerengroepen.
In juni 1962, Van Haersma Buma was toen net 30, werd hij benoemd tot burgemeester van Workum en precies acht jaar later volgde zijn benoeming tot burgemeester van Sneek. Hij zou die functie blijven vervullen tot zijn vervroegd pensioen in juli 1993. Tijdens zijn burgemeesterschap en ook daarna heeft hij meerdere boeken geschreven over historische Friese onderwerpen.
Mr. B. van Haersma Buma trouwde in 1959 met mr. drs. Elly van Werkum (1933-2019) die afstudeerde in de rechten en in de Friese taal- en letterkunde. Ze kregen twee dochters en een zoon, Sybrand van Haersma Buma, die later voorzitter van de Tweede Kamerfractie van het CDA werd en sinds 2019 burgemeester van Leeuwarden is.